# RoboCop: Alpha Commando
RoboCop: Alpha Commando è una serie TV animata canadese e statunitense prodotta da Metro Goldwyn Mayer e Orion Pictures Corporation. La serie televisiva è composta da 40 episodi in un'unica stagione. La prima TV in Canada è avvenuta dal 7 settembre 1998 al 3 febbraio 1999. La serie è parte del franchise dedicato a RoboCop.

## Episodi
1. RoboCop, paladino della legge (prima parte)
2. RoboCop, paladino della legge (seconda parte)
3. RoboCop, paladino della legge (terza parte)
4. Il clone
5. La città del domani
6. Prigionieri cibernetici
7. Epidemia sui ghiacci
8. Robo rally
9. Il superpoliziotto del futuro
10. Robo papa
11. Il punto debole
12. La legge dello spettacolo
13. Il virus dell’allegria
14. Francesca, un’arma letale
15. Giochi di potere
16. Un abisso di guai
17. Carcere di massima insicurezza
18. Oh, tannenbaum whoa tannebaum
19. Parigi mon amour
20. Ottimi amici
21. Il giardino del male
22. Un amico fedele
23. Rissa in famiglia
24. I giochi della polizia
25. Con l’acqua alla gola
26. Il traditore
27. Erg, il padrone della forza oscura
28. Salvataggio pericoloso
29. Una vacanza breve
30. Il ritorno del superpoliziotto
31. Una famiglia riunita (prima parte)
32. Una famiglia riunita (seconda parte)
33. Il raggio riduttore
34. Missione fra i ghiacci
35. L'incubo di RoboCop
36. Le piante assassine
37. Una giornata con papa
38. Incubo sotterraneo
39. Pericolo in crociera
40. Il re del tempo